# Voormalig Gereformeerd Weeshuis (Woerden)

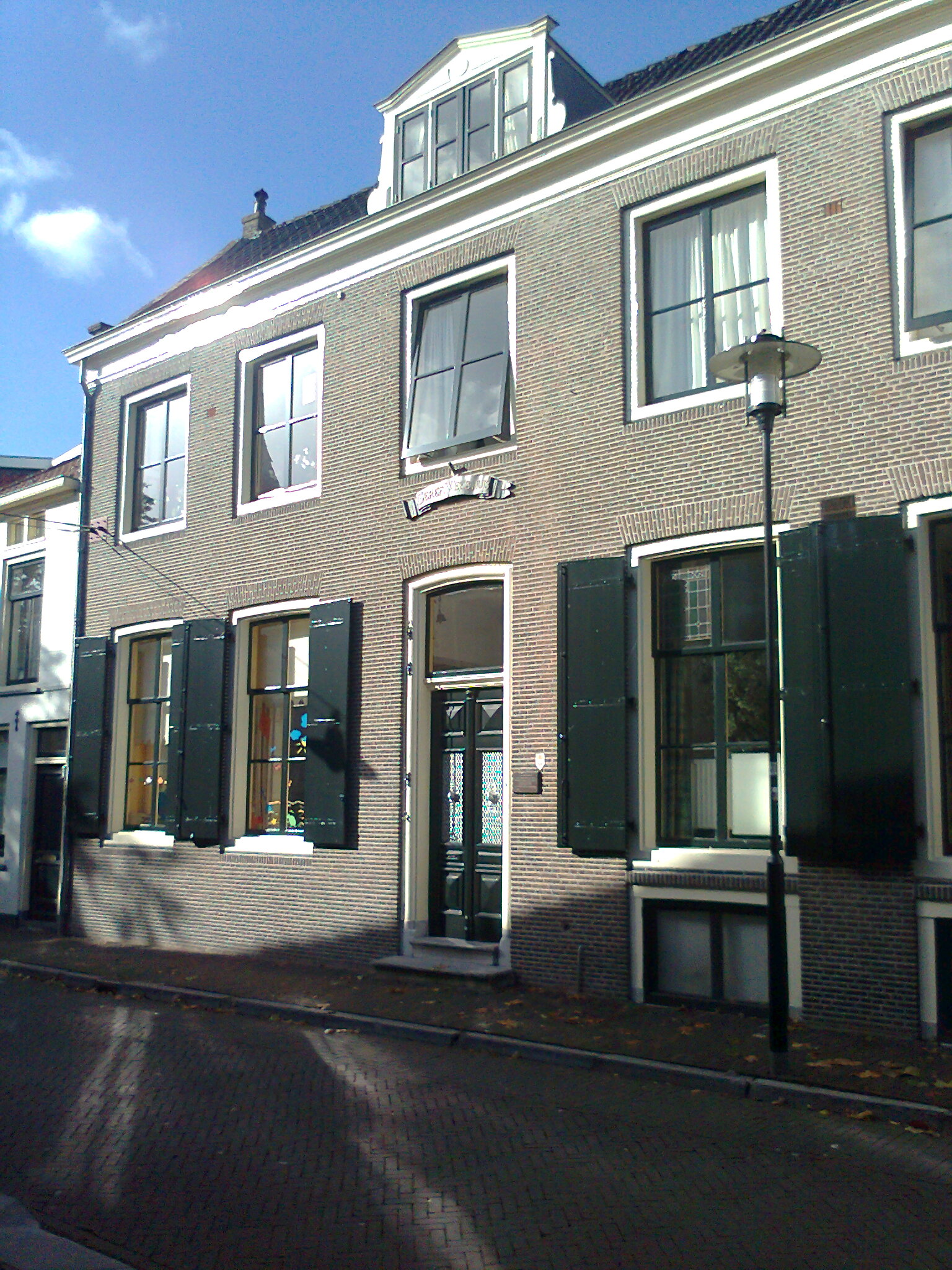
Pand aan de Havenstraat 6

Het Voormalige Gereformeerd Weeshuis is een rijksmonument gelegen aan de Havenstraat 6 in Woerden. Anno 2010 heet het gebouw De Meerpaal.

## Bouw
De bouw van het weeshuis heeft volgens de archieven geduurd van december 1595 tot 1604. Uit oude rekeningen kan worden geconcludeerd dat in het voorjaar van 1604 nog werd gebouwd, maar dat in 1601 al delen van het gebouw werden verhuurd aan een oud-burgemeester en een schepen. Of er een bestaand huis is aangekocht, of dat het van de grond af aan werd opgebouwd kan uit de archiefstukken niet worden geconcludeerd.

## Gebruik
Het weeshuis van de stad Woerden werd op 12 december 1595 gesticht, en heeft gefunctioneerd tussen 1604 en 1811. Per 1795 werd het "gereformeerd weeshuis" genoemd. Vanaf 1825 werd het pand gebruikt als woonhuis van welgestelden, tot het in 1910 op voorstel van de diaconie van de Hervormde gemeente als bejaardenhuis werd gebruikt. Tot 1975 hebben bejaarden het pand gebruikt, hoewel vanaf 1961 de eerste bejaarden al over gingen naar het nieuwe pand "'t Oude Landt" aan de Oudelandseweg. Vanaf 7 april 1994 is het pand eigendom van stichting Hervormd Jeugd- en Opvanghuis de Meerpaal. Het pand werd in de eerste jaren gebruikt voor jeugdwerk, een christelijke peuterspeelzaal en de opvang van dak- en thuislozen. In de loop der jaren veranderde het gebruik. Het jeugdwerk en de peuterspeelzaal waren steeds minder goed te combineren met de opvang van dak- en thuislozen. Hun plaats werd ingenomen door inloophuis 't Centrum, een Kerk in de Buurtwinkel (KIDB winkel) en koffiebranderij OVErHOOP waar mensen met een afstand tot de arbeidsmarkt geholpen worden richting arbeidsritme en een betaalde baan.

## Indeling
Het gebouw bevat een half-verdiepte kelder, een benedenverdieping en een zolder. De benedenverdieping bestond uit een voorhuis, een zaal en zij, en aan de achterzijde een kamer, een achterkeuken en een bakkerij. Ook was er buiten een plaats, naast de achterkamer die uitkwam op de tuin. Op de zolder sliepen de jongens, de meisjes sliepen in het zijhuis. In de tuin stonden fruitbomen en was er een moestuin, op de plaats was een pomp. Nu is het achterhuis in gebruik als Inloophuis. Aan de voorzijde is een tweedehands kledingwinkel te vinden en een ambachtelijke koffiebranderij. Op zolder zijn kamers voor de opvang van mensen die tijdelijk dak- of thuisloos zijn en op de eerste verdieping woont het beheerdersechtpaar.

## Archieven
Oorspronkelijk was het huis bedoeld voor wezen en oude mannen, maar uit de archieven blijkt dat er zeer weinig (minder dan tien) oude mannen zijn gehuisvest, maar er zijn nauwelijks bronnen van de periode voor 1800 bewaard gebleven, buiten documenten uit het stadsarchief, die wel die periode beslaan. Omdat het Woerdens vroedschap over het weeshuis ging, is hier wel het een en ander terug te vinden.

## Gereformeerd
Voor 1800 werd gereformeerd bedoeld als de heersende kerk, later werd de term hervormd vaker gebruikt. Instellingen van voor 1800 houden echter vaak hun oorspronkelijke naam, zodat in kerkvoogdij in 1821 werd overgedragen aan de Hervormde gemeente, hoewel de naam nog immer Gereformeerd weeshuis luidt.

## Adres
Oorspronkelijk lag het weeshuis aan de Haverstraat 6, maar op 21 april 1896 werd de straat door de Woerdense gemeenteraad hernoemd tot Havenstraat, sindsdien ligt het pand aan de Havenstraat 6.

## Oudere geschiedenis
Voordat het Gereformeerd weeshuis bestond, werden wezen vaak opgevangen in het zogenaamde gasthuis, dat eigenlijk was bestemd voor de armste inwoners van Woerden, maar ook door reizigers en soldaten werd bewoond. Vanaf 1604 konden burgerkinderen naar het weeshuis, niet-burgerkinderen en vondelingen gingen vooralsnog naar het gasthuis.

## Financiering
Vanaf het begin van de zeventiende eeuw hingen op twee plaatsen in Woerden collectebussen waarvan de opbrengst naar het weeshuis ging. Hiermee werd jaarlijks enkele guldens opgehaald. In 1674 kreeg het weeshuis toestemming om een weeskind op zondag met een collectebus naar de doorvarende trekschuiten te gaan, om de passagiers om een gift te vragen. De opbrengst hiervan was echter niet voldoende, zodat de gemeenteraad besloot de opbrengst van een andere collecte, voor het gasthuis, ook voor het weeshuis aan te wenden. Dit waren vaak huis-aan-huis collectes, gedaan door de vader van het weeshuis. Hiermee werd tussen de driehonderd en vijfhonderd gulden per jaar opgehaald. Vanaf 1 juli 1675 kwam driekwart van het poortgeld dat op zondag werd opgestreken hier nog bij, maar dat was nog nimmer voldoende. In april 1677 werd hierover geklaagd door de regenten, waarop de vroedschap besloot dat deze regenten viermaal per jaar mochten collecteren, waarbij de predikant en het stadhuis voor de reclame zorgden. Door dit belangrijke gezelschap werden behoorlijke bedragen opgehaald onder de gegoede burgerij, tot deze in 1689 werd afgeschaft. Tien jaar later was het weeshuis echter in aanzienlijke financiële problemen gekomen, waarvoor telkens weer (tijdelijke) financiële bronnen werden gecreëerd door het vroedschap.

## Bewoners
Hoewel het bestuur van het weeshuis door regenten werd gedaan, werd het feitelijk gerund door een binnenvader en -moeder, een gereformeerd echtpaar dat meestal zelf geen kinderen had. Voor de weeskinderen waren zij als vader en moeder. Zij werden door het vroedschap benoemd. Nu wordt het weeshuis permanent bewoond door een moderne binnenvader en -moeder die aangeduid worden als het beheerdersechtpaar. Zij worden door de huidige stichting de Meerpaal benoemd en zijn verantwoordelijk voor het samengaan en de samenhang van alle functionaliteiten in het weeshuis zoals de opvang van dak- en thuislozen, de kerk in de buurtwinkel, het inloophuis en de koffiebranderij.